# Bambekea racemosa
Bambekea — рід квіткових рослин родини гарбузових.
Його рідним ареалом є Західна та Західна Центральна Тропічна Африка.
Види:
- Bambekea racemosa Cogn.